# Братья Харди (серия книг)
Братья Харди — серия детских детективов, написанных различными литературными призраками под псевдонимом Франклин У.Диксон. Выходит с 1927 года в США. В России эти книги были выпущены издательством «Совершенно Секретно» в серии «Детский детектив». Существует также игра The Tower Treasure (Тайна башни сокровищ), сделанная по первой части. Всего о братьях Харди в разных сериях разными писателями было написано около 390 книг.
Серия о братьях связана с серией «Нэнси Дрю», написанной теми же авторами под псевдонимом Кэролайн Кин. В играх о Нэнси часто появляются Фрэнк и Джо.

## Сюжет
18-летний Фрэнк и 17-летний Джо живут с родителями и тётей в городке Бейпорт на Элм-Стрит. Их отец Фентон — частный детектив, и они помогают ему в расследованиях. С ними часто действует их друг Чет Мортон и многие другие друзья. Часто они самостоятельно разгадывают тайны. Они постоянно сталкиваются с различными преступниками, но выходят победителями из любой ситуации.
Начиная с серии «Досье братьев Харди» (1987) Фрэнк и Джо используют огнестрельное оружие и расследуют убийства. Первое расследование убийства касается гибели Айолы Мортон. Сами произведения начали описывать жестокость, не разбивались на главы и утратили иллюстрации.

## Персонажи
- Фрэнк Харди — Брюнет с атлетическим телосложением. Звезда школьной бейпортской команды по соккеру (футболу). Часто занимается расследованием уголовных дел. Обладает аналитическим складом ума, «ходячая энциклопедия».
- Джо Харди — Голубоглазый блондин с атлетическим телосложением. Звезда школьной бейпортской команды по соккеру (футболу). Любит заниматься расследованием уголовных дел. Очень импульсивный и нетерпеливый.
- Честер «Чет» Мортон — Закадычный друг братьев Харди, часто помогает им в расследованиях уголовных дел. Обжора, весельчак и недотёпа. Немного толстоват. Очень непостоянный — всё время меняет увлечения, находит новое интересное занятие и без сожаления оставляет предыдущее. Защитник школьной команды по соккеру.
- Энтони «Тони» Прито — Закадычный друг братьев Харди. Помогает своему отцу в строительной компании Прито. Играет за школьную команду Бейпорта по соккеру. Помогает Фрэнку и Джо в их делах.
- Биф Хупер — Приятель братьев Харди. Мускулист и имеет атлетическое телосложение. Занимается боксом. Нападающий школьной бейпортской команды по соккеру. Иногда принимает участие в расследованиях Фрэнка и Джо.
- Филипп «Фил» Коэн — Приятель братьев Харди. Щуплый и невысокого роста. Гений электроники. Имеет лёгкий характер и хорошее чувство юмора. Любит рисовать.
- Келли Шоу — прехорошенькая блондинка с карими глазами. Подружка Фрэнка.
- Айола Мортон — хорошенькая брюнетка. Сестра Чета Мортона. Подружка Джо. Погибла при взрыве автомобиля.
- Лени Вульф -  подруга Джо и Френка. Помогает им в расследованиях. Не растаеться со скейтом. С большой осторожностью относиться к АМПП.
- Джерри Гилрой — приятель братьев Харди. Игрок школьной команды Бейпорта по соккеру.
- Эзра Коллиг — начальник полиции Бейпорта. Часто сотрудничает с братьями Харди.
- Кон Райли — лейтенант полиции Бейпорта.
- Оскар Смаф — детектив. Часто принимает участие в делах братьев Харди. Однако больше мешает, чем помогает им, а порой его действия носят и вовсе смехотворный характер.
- Фентон Харди — бывший детектив, служивший в полиции Нью-Йорка. На данный момент имеет своё частное детективное агентство. Отец Фрэнка и Джо.
- Лаура Харди — мать Фрэнка и Джо. Красивая и изящная женщина.
- Гертруда Харди — сестра Фентона Харди, тётя Фрэнка и Джо. Не замужем, живёт вместе с  семьёй Фентона и Лауры. Женщина с твёрдым характером и резким языком. Постоянно напоминает братьям о том, как опасна работа детективов. Втайне она гордится успехами своих племянников.
- Нэнси Дрю — детектив, близкая подруга.

## География
Город Бейпорт расположен в штате Нью-Йорк, на берегу залива Бармет Бей. Харди живут на Элм стрит.Население города составляет около 40 тысяч жителей. Соседними городами являются Бриджпорт, Фэрфилд, Стэмфорд, Данбери — на севере; Норфолк, — на западе; Холман-хиллз, Окдейл — на юге.

## Книги
Книги о братьях Харди разбиты на несколько серий:
Тайны братьев Харди (Оригинал) — известны как канонические произведения. Серия состоит из первых 58 произведений о братьях Харди, выпускавшихся в период с 1927 по 1979 год.
Тайны братьев Харди (Сборники) — официальное продолжение канонической серии книг. Серия выпускалась с 1979 по 2005 год. В серии 132 произведения.
Досье братьев Харди — серия книг, резко отличающаяся от канонических произведений, рассчитана для лиц более старшего возраста. Произведения данной серии больше напоминают триллер, чем детектив. В этой серии братья Харди старше по возрасту, используют огнестрельное оружие, имеют дело с убийствами, борются с террористами и т. д. Книги данной серии выпускались в период с 1987 по 1998 год. Всего вышло 130 произведений. На обложке поздних произведений изображены Колин Грэй и Пол Попович, сыгравшие главные роли в сериале «Братья Харди» в 1995 году.
Братья Харди: Ключ к разгадке — серия книг выпускавшихся в период с 1997 по 2000 год. В серии 17 произведений. Особенность этой серии в том, что Фрэнку и Джо по 9 и 8 лет. Преступлений как таковых нет. Серия ориентирована на детей младшего школьного возраста.
Братья Харди: Секреты — серия книг выпускавшихся в период с 2005 по 2012 год. В серии 40 произведений. По возрастным рамкам серия возвращается к каноническим произведениям. Также, по сути, является продолжением серии сборников, выпуск которой завершился в 2005 году. Братья состоят в организации A.T.A.C. (American Teens Against Crime), созданной Фентоном Харди. Особенностью серии является то, что повествование ведётся от первого лица: повествование от лица Фрэнка и Джо чередуется главами книги.
Приключения братьев Харди — серия книг выпускающиеся с 2013 года. В серии на данный момент 4 произведения. Выпуск ещё трёх книг запланирован на 2014 год.
Три произведения не вошли ни в одну серию:
- The Hardy Boys Detective Handbook (Детективный справочник братьев Харди) 1959 года
- The Hardy Boys Handbook: Seven Stories of Survival (Справочник братьев Харди: Семь историй выживания) 1980 года
- The Hardy Boys Ghost Stories (Братья Харди: Рассказы о привидениях) 1984 года, книга была выпущена и в России.

В России вышло 39 произведений по большей части из канонической серии.
Ниже список произведений, опубликованных на русском языке:
1. Тайна домика на утёсе (The House on the Cliff)
2. Тайна форта с привидениями (The Haunted Fort)
3. Тайна комнаты без пола (The Disappearing Floor)
4. Тайна старой мельницы (The Secret of the Old Mill)
5. Тайна спирального моста (The Mystery of the Spiral Bridge)
6. Тайна Летающего экспресса (Mystery of the Flying Express)
7. Тайна китайской джонки (The Mystery of the Chinese Junk)
8. Тайна похищенных чучел
9. Тайна секретной двери
10. Секретный агент летит на рейсе № 101 (The Secret Agent on Flight 101)
11. Пока идут часы (While the Clock Ticked)
12. Тайна заброшенного туннеля (The Secret of the Lost Tunnel)
13. Тайна расколотого шлема (The Shattered Helmet)
14. Тайна похищенного астронавта
15. Тайна странного завещания
16. Тайна гиганта пустыни (Mystery of the Desert Giant)
17. Тайна знака кита (Mystery of the Whale Tattoo)
18. Тайна пепельных пирамидок
19. Тайна совиного крика (The Clue of the Screeching Owl)
20. Крутые повороты
21. Саботаж на Олимпиаде
22. Опасность в «Четвёртом измерении»
23. Предатели рок-н-рола
24. Дело о «левых кроссовках»
25. Задача уничтожить
26. Дело о космическом похищении
27. Тайна каньона шакалов
28. Афера с бейсбольными открытками
29. Рассказы о привидениях
30. Тайна «Серебряной звезды»
31. Тайна Ревущей реки
32. Конец короля компьютеров
33. Смерть на кончике биты
34. Убийцы в чёрном
35. Тайна магазина игрушек
36. Тайна змеиного зуба
37. Тайна острова Макатунк
38. Взрыв на телестудии
39. Тайна виллы Домбрэ

## Кинематограф

### Сериал (1977—1979)
Американский сериал «Братья Харди и Нэнси Дрю», состоящий из трёх сезонов. Большинство серий снято по мотивам произведений. Роль Фрэнка исполнил Паркер Стивенсон, роль Джо сыграл Шон Кэссиди.
В каждой серии поочерёдно рассказывались истории Нэнси Дрю либо братьев Харди. Со временем серии о Фрэнке и Джо были более популярными, нежели о Нэнси, поэтому было принято решение объединить их вместе. Актриса, играющая роль Нэнси Дрю, Памела Сью Мартин была недовольна этим и её заменили на Джанет Луизу Джонсон. Однако популярность братьев Харди по прежнему росла, в результате в третьем сезоне они стали единственными участниками сериала. Это вызвало негодование у зрителей и вскоре сериал закрыли.
Длительность серии 60 минут.

### Сериал (1995—1996)
Канадский сериал «Братья Харди», транслировавшийся с 1995 по 1996 годы. Главные роли сыграли Пол Попович (Джо Харди) и Колин К. Грэй (Фрэнк Харди).
Фрэнк и Джо стали старше на 5 лет по сравнению с оригинальными книгами. Фрэнк работает репортёром, а Джо — компьютерный хакер. В свободное время они расследуют всевозможные запутанные детективные истории. В сериале временами появляются отсылки к серии книг «Досье братьев Харди».
Всего вышло 13 серий, каждая серия по 25 минут.

### Сериал (2020)
Канадский сериал «Братья Харди» (The Hardy Boys). Главные роли сыграли Александр Эллиот (Джо Харди) и Роэн Кэмпбелл (Фрэнк/Френсис Харди).
События разворачиваются в 1980-х годах. Сразу после смерти мамы, братья с отцом переезжают, на время летних каникул, в Бриджпорт, к тете Труди (Би Сантос), и "под крыло" бабушки (Линда Торсон). Где узнают, что смерть их мамы в автокатастрофе не случайность. Их отец, детектив Фентон, вскоре уезжает, чтобы вести расследование, а братья, вместе с новыми друзьями, начинают вести свое. Они раскрывают сокровенные тайны города, исторический заговор его создателей, и как их семья и родственники к этому причастны.
Всего вышло 13 серий, по 45 минут.

### Пародии
Заглавные герои мультсериала «Братья Вентура» пародируют братьев Харди.
В эпизоде «Загадка о дерьме в писсуаре» мультсериала «Южный парк» спародированы братья Харди. В этой пародии братья зациклены на своих половых органах и вместо расследования преступлений, говорят только о своих гениталиях, что не мешает им разгадывать тайны.

## Видеоигры
- The Hardy Boys: The hidden theft / Братья Харди: таинственная кража
- The Hardy Boys: The perfect crime / Братья Харди : идеальное преступление
- Hardy Boys: Treasure on the Tracks / Братья Харди: Легенда о Золотом Поезде